# 1118년

## 연호
- 북송(北宋) 정화(政和) 8년 / 중화(重和) 원년
- 요(遼) 천경(天慶) 8년
- 금(金) 천보(天輔) 2년
- 일본(日本) 에이큐(永久) 6년 / 겐에이(元永) 원년
- 서하(西夏) 옹녕(雍寧) 5년
- 리 왕조(李朝) 호이뜨엉다이카인(會祥大慶) 9년

## 기년
- 북송(北宋) 휘종(徽宗) 18년
- 요(遼) 천조제(天祚帝) 18년
- 금(金) 태조(太祖) 4년
- 고려(高麗) 예종(睿宗) 13년
- 서하(西夏) 숭종(崇宗) 33년
- 리 왕조(李朝) 인종(仁宗) 47년

## 탄생
- 11월 28일 - 비잔티움 제국의 황제 마누일 1세 콤니노스. (~1180년)

### 미상
- 동로마 제국의 황제 안드로니코스 1세. (~1185년)
- 일본 헤이안 시대 말기의 정치가 다이라노 기요모리. (~1181년)
- 이슬람의 지도자 누르 앗딘. (~1174년)

## 사망
- 4월 2일 - 에데사 백국의 성립자 보두앵 1세.
- 11월 21일 - 제160대의 교황 교황 파스칼 2세. (1062년~)

### 미상
- 동로마 제국의 황제 알렉시오스 1세. (1048년~)
- 고려 예종의 제2후 문경태후. (1094년~)
- 스웨덴의 국왕 필리프.